# 木村卓斗
木村 卓斗（きむら たくと、2000年5月16日 - ）は、東京都世田谷区出身のプロサッカー選手。Jリーグ・横浜F・マリノス所属。ポジションはミッドフィールダー（守備的ミッドフィールダー）、ディフェンダー（右サイドバック、右ウイングバック）。

## 来歴

### プロ入り前
小学5年次から横浜F・マリノスの下部組織に所属。ユース時代は右サイドバックとしてプレーし、高校3年次の2018Jユースカップでは決勝戦で決勝点を決めて、高円宮杯 JFA U-18サッカープリンスリーグ関東所属ながらタイトルを獲得、その立役者となった。この試合には同期の椿直起、山谷侑士、榊原彗悟、そして後輩にあたる池田航が彼とともにスターティングメンバー入り、控えには先輩のブラウン・ノア賢信、松田詠太郎、津久井匠海、寺門陸、植田啓太が入っており、前者3名は途中出場も記録した。また、同期には他に棚橋尭士がいる。
東京都立雪谷高等学校卒業後は、明治大学政治経済学部に進学した。しかしサッカー部での右サイドバックはユースの先輩にあたる常本佳吾がいた他、同期にもサイドバックを主戦場とする選手が多く、2年生になる時にボランチへの転向を薦められた。ボランチとしては大学の先輩である安部柊斗からのアドバイスを受け、後の4年次には第96回関東大学サッカーリーグ戦でベストイレブンに入る存在となった。4年次に上がる春の2022年3月には横浜F・マリノスのJエリートリーグのメンバーに招集されてスターティングメンバーとして出場した。その後、同年の7月21日に横浜F・マリノスへの翌年からの加入が発表され、「４年間マリノスに戻る目標を立てて必死に頑張ってきた努力が報われた」と後に述べた。同年9月1日には特別指定選手として同クラブに登録されたが、10月22日の関東大学サッカーリーグ戦で左足第5中足骨を骨折し大学サッカーを終え、同年に横浜F・マリノスで選手デビューする事も無かった。

### 横浜F・マリノス
2023年より正式に横浜F・マリノスに加入した。同クラブのユース出身者が大学経由で加入したのは高野遼以来6年ぶりの事である。
2023年7月30日、愛媛FCに期限付き移籍することが発表された。
2023年12月28日、ヴァンフォーレ甲府に期限付き移籍することが発表された。
2025年1月6日、横浜F・マリノスへ復帰が発表された。3月16日のJ1第6節ガンバ大阪戦にて試合終盤から交代出場した際に負傷し、後日クラブより右膝前十字靭帯損傷で全治8か月の診断を受け、3月19日に手術をしたと発表された。

## プレースタイル
ユース時代から大学1年次迄は右サイドバック、大学2年次以降はボランチとしてプレーしたため、両ポジションあるいは偽サイドバックとしてのプレーも出来る。身長は170cmであるものの、フィジカルや球際の強さに長けている他、ミドルシュートも持っており、ハードワークでも知られる選手である。

## 所属クラブ
- やはたFC (世田谷区立八幡小学校)
- 2011年 - 2012年  横浜F・マリノスプライマリー (世田谷区立八幡小学校)
- 2013年 - 2015年  横浜F・マリノスジュニアユース (世田谷区立八幡中学校)
- 2016年 - 2018年  横浜F・マリノスユース (東京都立雪谷高等学校)
- 2019年 - 2022年  明治大学
  - 2022年  横浜F・マリノス (特別指定選手)
- 2023年 -  横浜F・マリノス
  - 2023年7月 - 同年12月  愛媛FC (期限付き移籍)
  - 2024年  ヴァンフォーレ甲府 (期限付き移籍)

## 個人成績
| 国内大会個人成績 | 国内大会個人成績 | 国内大会個人成績 | 国内大会個人成績 | 国内大会個人成績 | 国内大会個人成績 | 国内大会個人成績 | 国内大会個人成績 | 国内大会個人成績 | 国内大会個人成績 | 国内大会個人成績 | 国内大会個人成績 |
| 年度             | クラブ           | 背番号           | リーグ           | リーグ戦         | リーグ戦         | リーグ杯         | リーグ杯         | オープン杯       | オープン杯       | 期間通算         | 期間通算         |
| 年度             | クラブ           | 背番号           | リーグ           | 出場             | 得点             | 出場             | 得点             | 出場             | 得点             | 出場             | 得点             |
| 日本             | 日本             | 日本             | 日本             | リーグ戦         | リーグ戦         | リーグ杯         | リーグ杯         | 天皇杯           | 天皇杯           | 期間通算         | 期間通算         |
| ---------------- | ---------------- | ---------------- | ---------------- | ---------------- | ---------------- | ---------------- | ---------------- | ---------------- | ---------------- | ---------------- | ---------------- |
| 2023             | 横浜FM           | 34               | J1               | 0                | 0                | 3                | 0                | 2                | 0                | 5                | 0                |
| 2023             | 愛媛             | 34               | J3               | 18               | 0                | -                | -                | -                | -                | 18               | 0                |
| 2024             | 甲府             | 34               | J2               | 31               | 2                | 2                | 0                | 3                | 0                | 36               | 2                |
| 2025             | 横浜FM           | 34               | J1               |                  |                  |                  |                  |                  |                  |                  |                  |
| 通算             | 日本             | 日本             | J1               | 0                | 0                | 3                | 0                | 2                | 0                | 5                | 0                |
| 通算             | 日本             | 日本             | J3               | 18               | 0                | -                | -                | -                | -                | 18               | 0                |
| 総通算           | 総通算           | 総通算           | 総通算           | 49               | 2                | 5                | 0                | 5                | 0                | 59               | 2                |

- 2022年は特別指定選手としての出場は無し。

| 国際大会個人成績 | 国際大会個人成績 | 国際大会個人成績 | 国際大会個人成績 | 国際大会個人成績 |
| 年度             | クラブ           | 背番号           | 出場             | 得点             |
| AFC              | AFC              | AFC              | ACL              | ACL              |
| ---------------- | ---------------- | ---------------- | ---------------- | ---------------- |
| 2023/24          | 甲府             | 34               | 2                | 0                |
| 2024/25          | 横浜FM           | 34               |                  |                  |
| 通算             | AFC              | AFC              | 2                | 0                |

## タイトル

### クラブ
横浜F・マリノスユース
- Jユースカップ : (2018年)

明治大学
- 関東大学サッカーリーグ戦1部 : (2020年、2022年)

横浜F・マリノス
- FUJIFILM SUPER CUP：1回 (2023年)

愛媛FC
- J3リーグ：1回 (2023年)

### 個人
- 第96回関東大学サッカーリーグ戦ベストイレブン